# 富蘭克林 (澳大利亞國會選區)
富蘭克林選區（英語：Division of Franklin）是澳大利亞塔斯馬尼亞州的下議院選區，位於州的南部。面積10,009平方公里。塔州立法會設有同名選區，並與其範圍一致。
選區始於1903年。選區名紀念探險家、州督約翰·富蘭克林。自1929年起是工黨和自由黨競爭的選區。自2007年起當區議員是工黨的茱莉·科林斯。